# Хромых, Денис Сергеевич
Денис «Дэн» Сергеевич Хромых (13 ноября 1978, Курск) — российский рок-музыкант, гитарист и вокалист сольного проекта iksDen и гитарист группы «Тупик Фурманова». Бывший участник таких коллективов как «Тараканы!», «Tracktor Bowling», «Слот» и «План Ломоносова», «Паштет и Ден».

## Биография
С детства увлекался музыкой, родители отдали его в музыкальную школу, на уроки балалайки. Стал увлекаться роком. Первая группа в которой он начал играть на бас гитаре, называлась «Nemesis», тогда Хромых было 16 лет. В 17 лет переехал в Москву и поступил в Московский физико-технический институт. Позже стал гитаристом в группе «Ксахнд рай», но группа продержалась недолго и распалась. После попал в группу «Карфаген пал», 8 лет играл на гитаре в группе «Tracktor Bowling», был одним из основателей группы «Слот», играл в группе «Mo’Jah’Head». В 2008 году группе «Тараканы!» понадобился гитарист, Хромыхуже был знаком с Дмитрием Спириным, лидером «Тараканов!», который и позвал его. Вместе с Хромых в группу пришёл и Андрей Шморгун, с которым позже Хромых основал панк-группу «План Ломоносова». Хромых выступал режиссёром клипов российских рок-групп, среди которых были «Тараканы!», «7 раса», «Tracktor Bowling», «Хлор», «Autoscan», «Азон» и другие. Участвовал в постпродакшене четырёх фильмов — «72 метра», «Бумер», «Турецкий гамбит», «Личный номер».

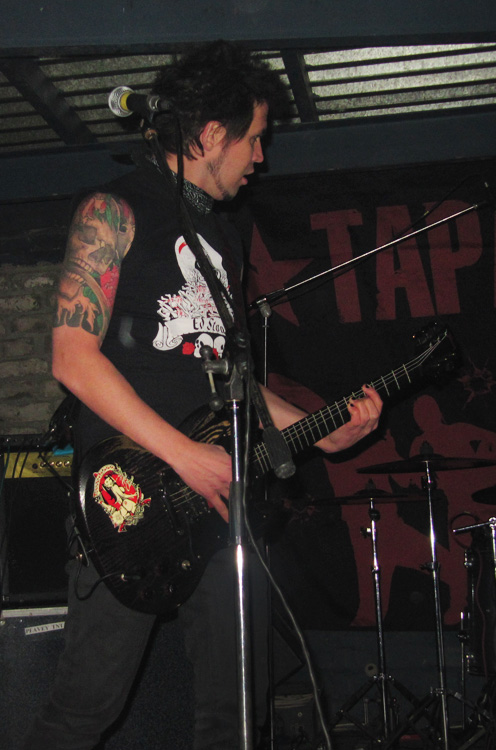
Хромых на концерте в составе группы «Тараканы!», в Самаре в 2009 году.

В 2010 году образовалась группа «План Ломоносова» в которой Хромых выступал в качестве гитариста, бэк-вокалиста. В 2012 году Хромых вместе с Павлом Филиппенко, вокалистом группы «FAQ» основали группу «Паштет и Дэн», жанр которой совмещает электронную музыку и хардкор. Их первое выступление состоялось на фестивале Kubana 1 августа 2012 года.
Больше всего дорожу своей свободой и возможностью творить.
3 июля 2013 года Хромых стал официально сотрудничать с компанией «Yamaha Music».
В 2014—2015 году стал соавтором одноименного[уточнить] альбома Константина Максимюка и группы «Где моё лето?». Также играл в группе на гитаре и стал режиссёром одноименного клипа.
В 2020 году Хромых выпустил сингл «Злое сердце» в рамках своего сольного альтернативного панк-хардкор проекта IksDen (Иксден). В 2024 году ушёл из группы «План Ломоносова» и занялся сольным творчеством в проекте iksDen.

## Дискография

### Tracktor Bowling
- 2002 — «Напролом»
- 2005 — «Черта»
- 2005 — «It’s Time To…»
- 2006 — «Шаги по стеклу»
- 2006 — DVD «Два шага до…»
- 2007 — «VOL.1 (Live)»
- 2007 — «Полгода до весны»
- 2008 — «Время»
- 2008 — «Поколение Рок»

### «Слот»
- 2003 — «Слот I»

### «Тараканы!»
- 2009 — «Сколько денег у Бога»
- 2009 — «Бой до дыр»
- 2011 — «Собачье сердце»
- 2011 — «Спасибо тебе!»

### «Паштет и Дэн»
- 2012 — «Рождение»

### «План Ломоносова»
- 2012 — «План Ломоносова»
- 2012 — «Не торопись!»
- 2013 — «План Ломоносова II»
- 2014 — «План Ломоносова III»
- 2016 — «Облако в Штанах»
- 2018 — «План Ломоносова IV»
- 2019 — « Концерт по заявкам»
- 2020 — «План Ломоносова V»
- 2023 —  «План Ломоносова VI»

### «Где мое лето»
- 2015 — «Где мое лето?»

### IksDen
- 2020 — «Злое сердце»
- 2022 - «Стать самим собой» [EP]
- 2022 - сингл «Агония»
- 2022 - сингл «Не смотри вверх»
- 2023 - сингл «Тренд»
- 2023 - сингл «Стереотипы»
- 2025 - сингл «Деньги»
- 2025 - сингл «Верный друг»